# Coquimbo
Coquimbo es una ciudad portuaria y comuna de la provincia del Elqui, Región de Coquimbo, en el Norte Chico de Chile. Limita al oeste con el océano Pacífico, al norte con la comuna de La Serena, al este con la comuna de Andacollo, y al sur con la comuna de Ovalle. Forma parte de la Conurbación La Serena-Coquimbo. 
Dentro de su territorio se encuentran las localidades de Totoralillo, Tongoy y Guanaqueros, conocidas por sus playas y balnearios, junto a conocidos resorts como Las Tacas y Puerto Velero.

## Toponimia
El origen del topónimo «Coquimbo» ha sido discutido durante muchos años. A la llegada de los realistas, este nombre es utilizado para nombrar al valle situado en la parte baja del valle del Elqui, en donde según los cronistas españoles residiría el gobernador Anien, debido a la conquista incaica de estas tierras. Es por esto que, si bien el nombre podría proceder de alguna de las poblaciones oriundas que habitaron las inmediaciones, como los changos o los diaguitas, la teoría más aceptada señala que proviene del quechua qullqi tampu (‘tambo de plata’), el que posteriormente sería corrompido a qullquimpu o coquimpu hasta llegar a la palabra «Coquimbo».
Debido a su importancia política y logística, el nombre se extendió para denominar la bahía, La Serena y la región desde épocas coloniales, para recaer finalmente a mediados del siglo XIX en el puerto de la bahía de Coquimbo.

## Historia

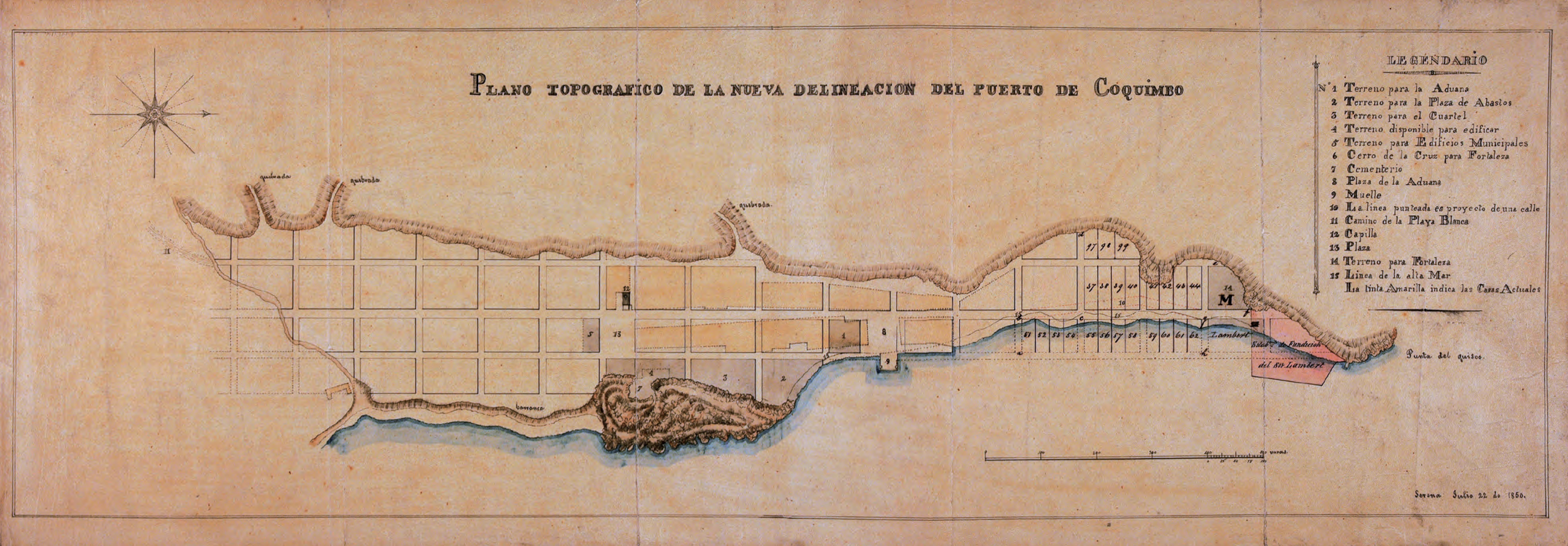
Plano del puerto de Coquimbo, 1850. Tomás Bland Garland.

La zona ocupada por esta ciudad (bahía y cerros) fue habitada por indígenas, que la utilizaron como morada y lugar de pesca. Tanto Pedro de Valdivia, cuando lo cruzó con su expedición en dirección a la futura Santiago (relatándolo así en una carta al rey Carlos V en el año 1550), como Juan Bohón al fundar La Serena, coincidieron que era un buen lugar para establecer un puerto.
Las bondades de sus costas fueron también descritas en las bitácoras de diversos navegantes y corsarios de la época, tales como Bartolomé Sharp (que desembarcó en sus costas en 1680) y Edward Davis (en 1686).
Al parecer, la primera dueña de las tierras que ocupa este puerto habría sido Isabel Beatriz Colla, producto de una herencia. Sin embargo, fue Bernardo Álvarez de Tobar, escribano del Cabildo de La Serena, quien solicitó la propiedad de estos terrenos a la Real Audiencia, basado en su vínculo matrimonial con doña Isabel. Años más tarde, pasó a ser dominio de Agustina Álvarez de Tobar que, en 1670, vendió una porción de dicho terreno a Juan Álvarez y Allende. Este último, en 1710 vendió, a su vez, una parte al convento de San Francisco, que lo mantuvo como una capellanía.

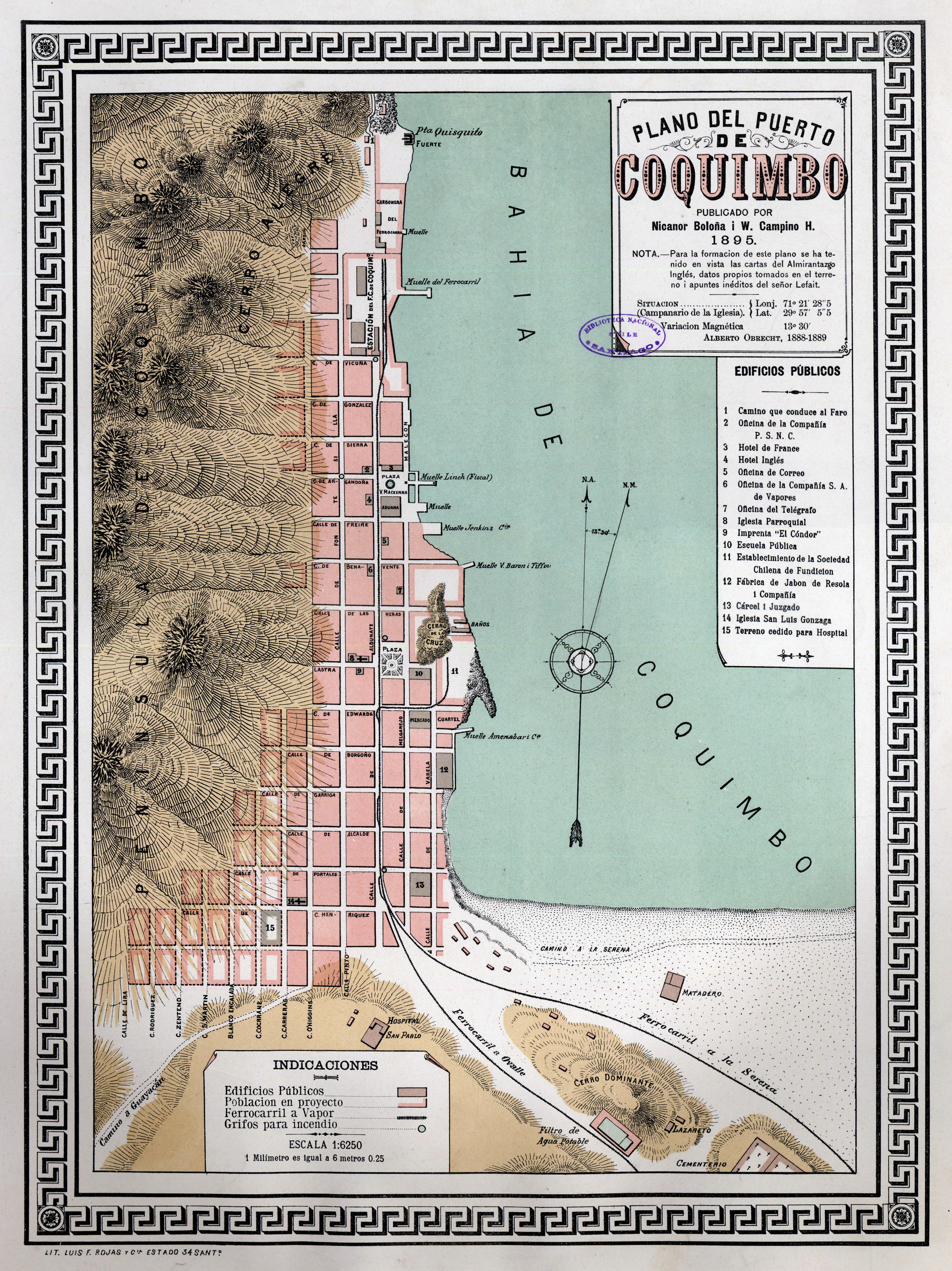
Plano de Coquimbo (1895).

A comienzos del siglo XIX (1825) el puerto de Coquimbo era descrito como un lugar prácticamente deshabitado salvo por algunos empleados de la aduana. Esto se debía probablemente a la ausencia de servicios básicos de habitabilidad como el agua dulce para beber, la cual debía ser transportada en recipientes desde la quebrada de Peñuelas para el uso doméstico de los escasos pobladores. En las siguientes décadas el puerto tuvo un crecimiento poblacional mínimo. En este mismo período gran parte de los terrenos del puerto pertenecían a Pablo Garriga Martínez; a su muerte en 1833 estos terrenos fueron traspasados a su esposa Buenaventura Argandoña Subercaseaux, la cual hacia 1840 donó las tierras para edificar la futura plaza de Armas, el cementerio, la primera escuela pública y la iglesia de San Pedro, construcción que ella misma financió. Además cedió sus derechos de agua para abastecer a la población.
En 1850, durante la administración de Manuel Bulnes se aprobaron los planos para la villa del puerto. La instalación del ferrocarril en 1862, que lo unió a los yacimientos minerales del interior (Fundición Lambert), las fundiciones de cobre y la instalación del agua potable para la población en 1865 permitieron un crecimiento sostenido del poblado. A mediados de siglo se construyó la Iglesia de San Pedro, el principal centro religioso de la localidad. Luego en el gobierno de José Joaquín Pérez Mascayano, mediante una ley de 24 de septiembre de 1864 se creó el Departamento del puerto de Coquimbo. La Municipalidad de Coquimbo fue creada el 12 de mayo de 1865, siendo José Joaquín Edwards Ossandón su primer alcalde. Se le otorgó la calidad de ciudad el 4 de septiembre de 1879, durante el gobierno de Aníbal Pinto.
Francisco Astaburuaga escribió en 1899 en su Diccionario Geográfico de la República de Chile: 184  sobre el lugar:

Coquimbo (Puerto de).-—Ciudad capital del departamento de su título, con uno de los mejores puertos de Chile. Yace en los 29° 57' Lat. y 71° 22' Lon. sobre la margen del fondo sudoeste de la hermosa bahía de su mismo nombre. Deja hacia el NE. y á su vista la ciudad de la Serena y á una distancia de 15 kilómetros, orillándose la curvidad de esa bahía por una playa de excelente huello; próxima á la cual sigue también un ferrocarril de igual longitud, que asimismo comunica ambas poblaciones. La del puerto contiene 6,270 habitantes, con caserío regular asentado sobre un plano longitudinal entre la bahía ó fondeadero por el E. y una línea de alturas peñascosas por el O. que terminan al NNE. en la punta de la Tortuga en que se levanta el faro del puerto á 38 metros del nivel del agua; extendiéndose sus calles en esa dirección, cortadas por otras más cortas que dan á la bahía. Posee un buen edificio de aduana, concluido en 1855, con su correspondiente muelle, una iglesia con la advocación de San Pedro, erigida en parroquial en 28 de noviembre de 1857, oficinas de registro civil, correo y de telégrafo, cinco escuelas gratuitas, establecimientos de fundición de minerales, otros de comercio, &c. Contiene también la estación de término del ferrocarril que va á la Serena y del que parte hacia el S. en dirección á la ciudad de Ovalle, el cual quedó corriente en agosto de 1862 hasta la cuesta de las Cardas. Deja vecinos por su lado del sur la bahía de la Herradura y puerto de Guayacán. Su título de ciudad lo autorizó la ordenanza de 4 de setiembre de 1879.

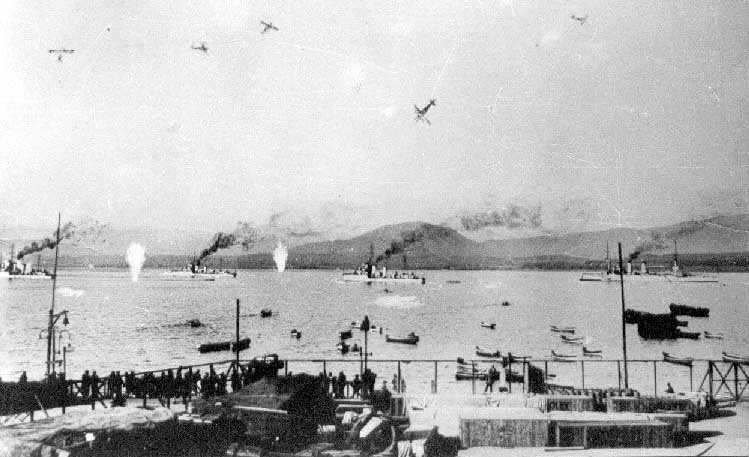
El bombardeo de la escuadra fondeada en Coquimbo, en 1931.

A partir del tercer cuarto del siglo XIX, las exportaciones de cobre hacia Swansea, la industria y el comercio traída por británicos, estadounidenses y franceses hacen crecer la ciudad rápidamente. Se constituye el casco histórico del puerto a través de la arquitectura en madera de los "carpinteros de mar", actualmente puesta en valor como una zona turística, gastronómica y cultural, denominada "Barrio Inglés". Este periodo de bonanza decae con el auge del salitre en el norte grande, los agotamientos de los minerales de cobre y definitivamente con la crisis de la década del 30.
En 1922 la zona fue afectada por el tsunami producido por un terremoto originado en la provincia de Atacama. Este alcanzó unos 7 m s. n. m., provocando la muerte de cientos de personas. El mar subió aproximadamente hasta la calle Aldunate y Baquedano, en el centro de Coquimbo, y hasta la línea de ferrocarriles al oriente de la bahía.
El geógrafo chileno Luis Risopatrón lo describe a Coquimbo en su libro Diccionario Geográfico de Chile en el año 1924:: 254 

Coquimbo (Ciudad de) 29° 57' 71° 22'. Está compuesta de un centenar de manzanas, cortadas por tres calles lonjitudinales, que corren paralelamente a la costa de N a S, entre ésta i una línea de alturas peñascosas por el W, con regular caserío, edificios públicos, servicios de correos, telégrafos, aduanas, rejistro civil i escuelas públicas; está atravesada de largo a largo, por el ferrocarril a La Serena i Ovalle, inaugurado en agosto de 1862, cuya estación se encuentra en la parte N. Deja en el centro el pequeño cerro de La Cruz i se halla ubicada en la parte W de la bahía de aquel nombre; el plano de la ciudad fué aprobado por decreto de 13 de agosto de 1850 i el aumento anual de la población, en el período de 1895- 1907, fué de 4,26%, con una proporción de alfabetos en esta última fecha de 55,1%. Goza de buen clima, mui agradable i templado, pues en 30 años de observaciones, se ha anotado 26 i 3° C como temperaturas máxima i mínima i como promedios anuales 14,8° C para la temperatura, 6,2° C para la oscilación diaria, 81% para la humedad relativa, 5,2 para la nebulosidad (0-10) i 133, 2 mm para el agua caida, habiéndose rejistrado 278 mm de agua caida, en 25 dias de lluvia, con 58 mm de máxima diaria, en 1919.

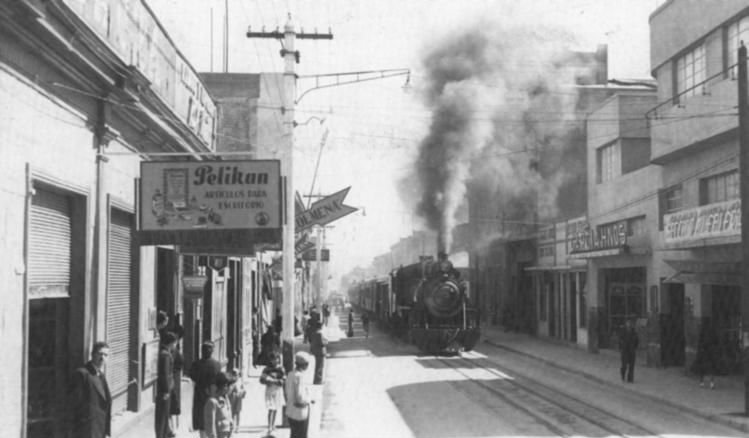
Calle Aldunate del centro de Coquimbo (c. 1950).

En septiembre de 1931 fue uno de los escenarios de la Sublevación de la Escuadra. La escuadra rebelada se encontraba fondeada en este puerto y fue bombardeada por aviones de la Fuerza Aérea Nacional (FAN), que se habían concentrado en el Aeródromo El Tuquí en la vecina ciudad de Ovalle.
En la época de la dictadura militar, los límites de la comuna se extendieron ampliamente, bajo el decreto ley 2868 promulgado el 21 de septiembre de 1979. Se anexaron al territorio de la comuna, hacia el sur los distritos 25 Tangue, 26 Tongoy, 27 Guanaqueros y 28 Camarones de la comuna de Ovalle; y hacia el oriente los distritos 5 Las Cardas, 6 Tambillos y 7 El Peñón, de la comuna de Andacollo, aumentando la superficie de la comuna de Coquimbo más de un tercio de su tamaño original.

### Sismos recientes

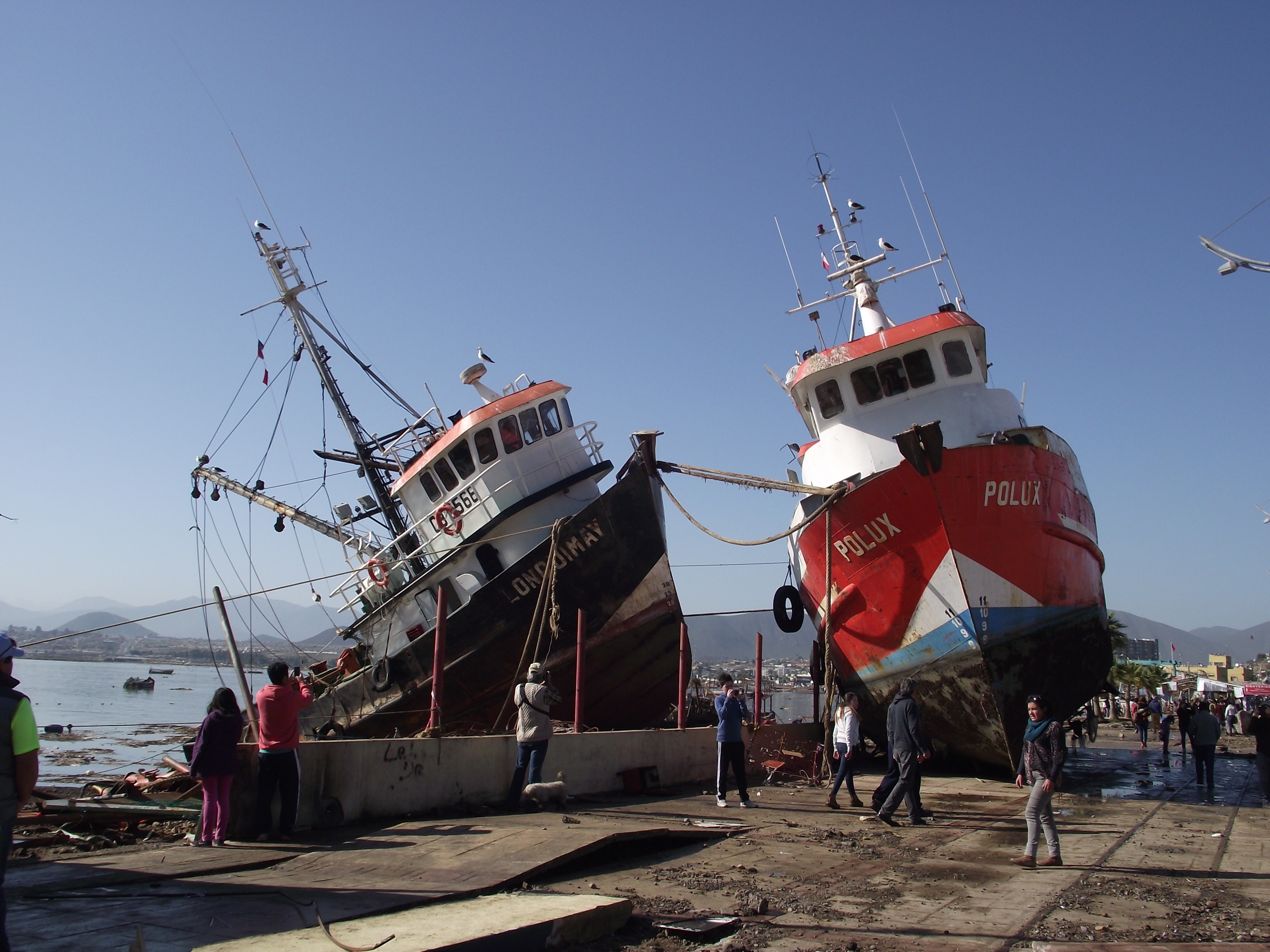
Barcos varados en la avenida Costanera luego del tsunami de 2015.

El miércoles 16 de septiembre de 2015, a las 19:54:31 hora local (UTC –3) ocurrió un terremoto que alcanzó magnitud de 8,4 en la escala sismológica de magnitud de momento. El epicentro se ubicó a 37 km al noroeste de Los Vilos y a 37 km al sudoeste de Canela Baja, en la Región de Coquimbo. A las 20:06 hora local, del mismo 16 de septiembre, SHOA estableció alarma de tsunami para todo el litoral chileno. En Coquimbo, las olas alcanzaron una altura máxima de 4,50 metros y entraron unos 200 metros lineales, arrasando con viviendas, contenedores, locales comerciales y vehículos. El barrio de Baquedano, la caleta, el puerto y los balnearios de Tongoy, Guanaqueros y Puerto Aldea, fueron los más afectados, con un saldo de 15 víctimas fatales.
El sábado 19 de enero de 2019, a las 22:24:31 hora local (UTC –3 ocurrió un terremoto de 6,7 Richter.

## Geografía

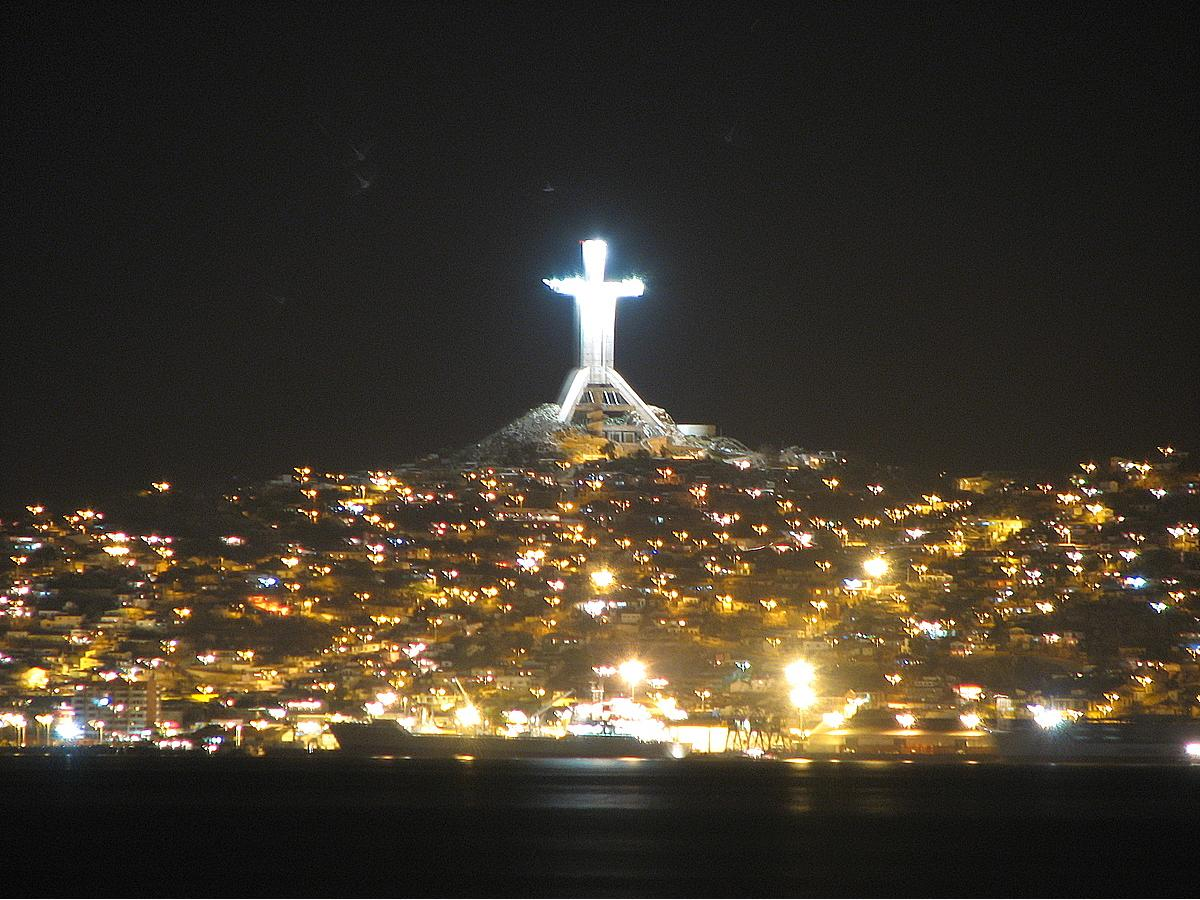
Vista nocturna de la bahía de Coquimbo.

La comuna de Coquimbo se encuentra emplazada en las unidades geomorfológicas de Llanos de sedimentación fluvial o aluvional, Cordones transversales y Planicie marina o fluviomarina. Mientras que la ciudad de Coquimbo está emplazada sobre una península, de forma triangular; el sector antiguo de la ciudad se encuentra hacia el oriente de la misma, sobre una extensión de terreno, largo y angosto en sentido norte sur, a unos 10 m s. n. m. La bahía permite tener el puerto protegido del oleaje del mar abierto, que se aprecia en el extremo norte de la misma.
El centro de Coquimbo abarca aproximadamente desde el sector denominado "El Empalme", debido a que allí existió una estación y desvío del ferrocarril, hasta la plaza Vicuña Mackenna, un poco más al norte, frente al acceso del recinto portuario. Al poniente del centro está el sector del cerro, conocido como la "Parte Alta", una zona de fuerte pendiente y altura. Al sur se encuentra el sector de "El Llano", colindante con la zona de Guayacán, dominado por el mecanismo del puerto mecanizado de embarque de hierro de la mina El Romeral.
Al oriente de El Llano, cruzando la carretera Panamericana, está la Población San Juan, surgida a partir de 1965, y al sur de este último el sector "Sindempart'" (acrónimo de Sindicato de Empleados Particulares), que ocupa los terrenos de la antigua Hacienda Miramar —que pertenecía a John J. Mac-Auliffe y en la cual se cultivaban hortalizas y pepinos dulces—, que se extendía hasta el extremo poniente de La Herradura y hasta el sector El Panul, en la salida sur de la ciudad; también al oriente, se encuentran las poblaciones Las Torres y Punta Mira, siendo creadas en los años 1991 y 2000 respectivamente. En el sector nororiente se encuentran las poblaciones de La Cantera, Tierras Blancas y Bosque San Carlos, un poco más al sur se encuentra el sector de Pan de Azúcar. Al norte se encuentra el sector de Peñuelas. Al sur de sindempart se encuentra la zona de la rinconada con el sector del sauce, estas son unas de las zonas más recientes en términos de crecimiento poblacional y habitacional de la ciudad de Coquimbo ya que cuentan con una gran cantidad de proyectos inmobiliarios privados y gubernamentales.

### Clima
Según la clasificación climática de Köppen la comuna presenta un tipo de clima semiárido (BSk) y clima semiárido de lluvia invernal e influencia costera (BSk (s) (i)), siendo descrito como estepárico costero, de total influencia marítima, que se caracteriza por una alta luminosidad y radiación. Las temperaturas de verano oscilan desde los 17°C hasta los 26 °C, en muy raras ocasiones casi alcanzando los 30 °C. En invierno la temperatura máxima oscila entre los 12° y 16 °C, mientras que la mínima desciende hasta alcanzar los 4 °C y en algunas oportunidades ronda los 0 °C. La humedad perceptible para las personas es relativamente alta.
La nubosidad puede variar entre días totalmente despejados hasta nublados abundantes de baja altura, acompañados de lloviznas y en algunas ocasiones por densas neblinas. Es muy frecuente que amanezca nublado y se despeje hacia mediodía. En algunas ocasiones los nublados duran varios días, con lluvias que solo se desarrollan en temporada invernal.
| Parámetros climáticos promedio de Coquimbo | Parámetros climáticos promedio de Coquimbo | Parámetros climáticos promedio de Coquimbo | Parámetros climáticos promedio de Coquimbo | Parámetros climáticos promedio de Coquimbo | Parámetros climáticos promedio de Coquimbo | Parámetros climáticos promedio de Coquimbo | Parámetros climáticos promedio de Coquimbo | Parámetros climáticos promedio de Coquimbo | Parámetros climáticos promedio de Coquimbo | Parámetros climáticos promedio de Coquimbo | Parámetros climáticos promedio de Coquimbo | Parámetros climáticos promedio de Coquimbo | Parámetros climáticos promedio de Coquimbo |
| Mes                                        | Ene.                                       | Feb.                                       | Mar.                                       | Abr.                                       | May.                                       | Jun.                                       | Jul.                                       | Ago.                                       | Sep.                                       | Oct.                                       | Nov.                                       | Dic.                                       | Anual                                      |
| ------------------------------------------ | ------------------------------------------ | ------------------------------------------ | ------------------------------------------ | ------------------------------------------ | ------------------------------------------ | ------------------------------------------ | ------------------------------------------ | ------------------------------------------ | ------------------------------------------ | ------------------------------------------ | ------------------------------------------ | ------------------------------------------ | ------------------------------------------ |
| Temp. máx. media (°C)                      | 21                                         | 21                                         | 20                                         | 19                                         | 17                                         | 16                                         | 16                                         | 16                                         | 17                                         | 18                                         | 19                                         | 20                                         | 18.3                                       |
| Temp. mín. media (°C)                      | 14                                         | 14                                         | 13                                         | 11                                         | 10                                         | 8                                          | 8                                          | 8                                          | 9                                          | 10                                         | 11                                         | 13                                         | 10.8                                       |
| Precipitación total (mm)                   | 0.1                                        | 0.1                                        | 0.8                                        | 15.5                                       | 27.6                                       | 38.4                                       | 59.8                                       | 25.5                                       | 26.9                                       | 9.2                                        | 3.8                                        | 0.2                                        | 207.9                                      |
| [cita requerida]                           |                                            |                                            |                                            |                                            |                                            |                                            |                                            |                                            |                                            |                                            |                                            |                                            |                                            |

El día 26 de enero de 2016 se registró una temperatura histórica de 26 °C.

### Hidrografía
Esta además se halla entre las cuencas hidrográficas de Costeras entre río Elqui y río Limarí, así como la cuenca del río Elqui y río Limarí. Además, la comuna posee diversos cuerpos de agua, entre los que se destacan la laguna Marquesa.

## Medio ambiente

Trazado simplificado de los ecosistemas y cuerpos de agua presentes en la comuna de Coquimbo.

### Componentes bióticos
Dentro del territorio de la comuna se pueden hallar los siguientes ecosistemas:
- Matorral desértico mediterráneo costero donde predominan Oxalis virgosa y Heliotropium stenophyllum (Preocupación menor)
- Matorral desértico mediterráneo interior donde predominan Flourensia thurifera y Colliguaja odorifera (Preocupación menor)
- Matorral desértico mediterráneo interior donde predominan Heliotropium stenophyllum y Flourensia thurifera (Preocupación menor)

### Medidas de protección ambiental y conflictos socioambientales
Hasta 2022, la comuna de Coquimbo cuenta con las siguientes zonas que cuentan con algún nivel de protección ambiental:
- Bosque Fray Jorge (Reserva Biósfera)[27]
- Humedales Costeros de la Bahía Tongoy (Sitio Ramsar, Bien Nacional Protegido, Santuario de la Naturaleza)[28][29][30]
- Red de Humedales Costeros de Comuna de Coquimbo (Sitios Ley 19.300)[31]

## Demografía

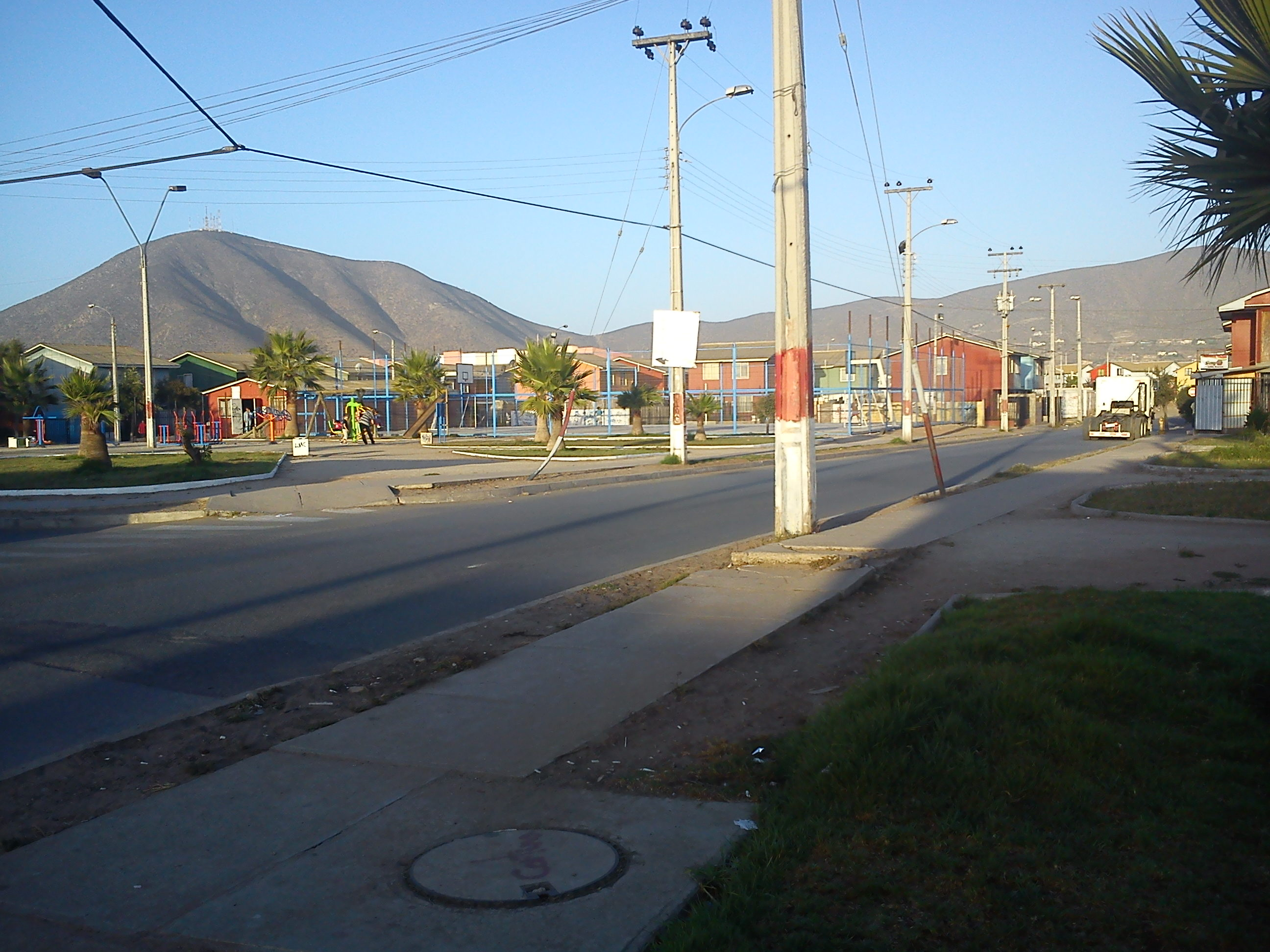
Localidad de Tierras Blancas, Coquimbo.

La comuna tiene una superficie de 1.429,3 km², en los que viven (de acuerdo a los resultados preliminares del censo de 2012) 202 287 habitantes. La variación en población respecto a 1992 fue de 32,8% a las del 2002. Según el censo de 2002, 154 316 habitantes vivían en áreas urbanas y 8.720 en áreas rurales.
La población urbana se divide en cuatro localidades; las ciudades de Coquimbo y Tongoy, además de los pueblos de Guanaqueros y El Peñón. El sector de Tierras Blancas, uno de los más poblados de la ciudad de Coquimbo, concentra alrededor de 52 100 habitantes al 2017 según datos del último censo.
| Localidad urbana | Habitantes (2017) |
| ---------------- | ----------------- |
| Coquimbo         | 195 382           |
| Tongoy           | 5552              |
| Guanaqueros      | 1762              |
| El Peñón         | 1476              |

Además, se encuentran numerosas localidades rurales, entre aldeas y caseríos ubicados en la zona costera comunal, así como en las planicies interiores en el tramo Coquimbo-Andacollo-Ovalle. De ellas, es de especial relevancia el macrosector rural de Pan de Azúcar, con una población que supera los 7500 habitantes entre sus distintos sectores tales como Cerrillos, San Rafael y Esfuerzo Campesino. 
| Localidad Rural              | Habitantes (2017) |
| ---------------------------- | ----------------- |
| Cerrillos                    | 1151              |
| San Rafael-Triunfo Campesino | 875               |
| Tres Villas                  | 837               |
| Esfuerzo Campesino           | 812               |
| Tambillos                    | 668               |
| Nueva Vida                   | 565               |
| Totoralillo                  | 307               |
| Puerto Aldea                 | 218               |
| Las Cardas                   | 168               |
| Puerto Velero                | 18                |
| Las Tacas                    | 0                 |

## Administración
La administración de la comuna de Coquimbo corresponde a la Ilustre Municipalidad de Coquimbo, cuya máxima autoridad es el alcalde, cargo desempeñado por Ali Manouchehri Moghadam Kashan Lobos (IND). El alcalde cuenta con la asesoría del Concejo municipal, compuesto por:
Chile Digno
- Camilo Ruiz Valladares (PC)
- Nelson Martínez Otazo (PC)
- Sonia Elgueda Rojas (Ind./PC)

Chile Vamos
- Guido Hernández Trujillo (RN)
- Mario Burle Delma (UDI)

Frente Amplio
- Ignacio Plaza Ramírez (FA)

Unidad Constituyente
- Felipe Velásquez Navea (Ind.)
- Freddy Bonilla Rojo (PS)
- Abraham Schnaiderman Volosky (PR)

Otros
- Pablo Galleguillos Castillo (Ind.)

## Representación parlamentaria
Coquimbo pertenece al distrito electoral n.º 5 y a la 4.ª circunscripción senatorial (Coquimbo). Es representada en la Cámara de Diputados y Diputadas del Congreso Nacional por las diputadas Nathalie Castillo (PCCh) y Carolina Tello (FA), así como también por los diputados Daniel Manouchehri (PS), Marco Antonio Sulantay (UDI), Ricardo Cifuentes (PDC), Juan Manuel Fuenzalida (UDI) y Víctor Pino (D). A su vez, es representada en el Senado por los senadores Daniel Núñez Arancibia (PCCh), Sergio Gahona Salazar (UDI) y Matías Walker Prieto (D).

## Economía

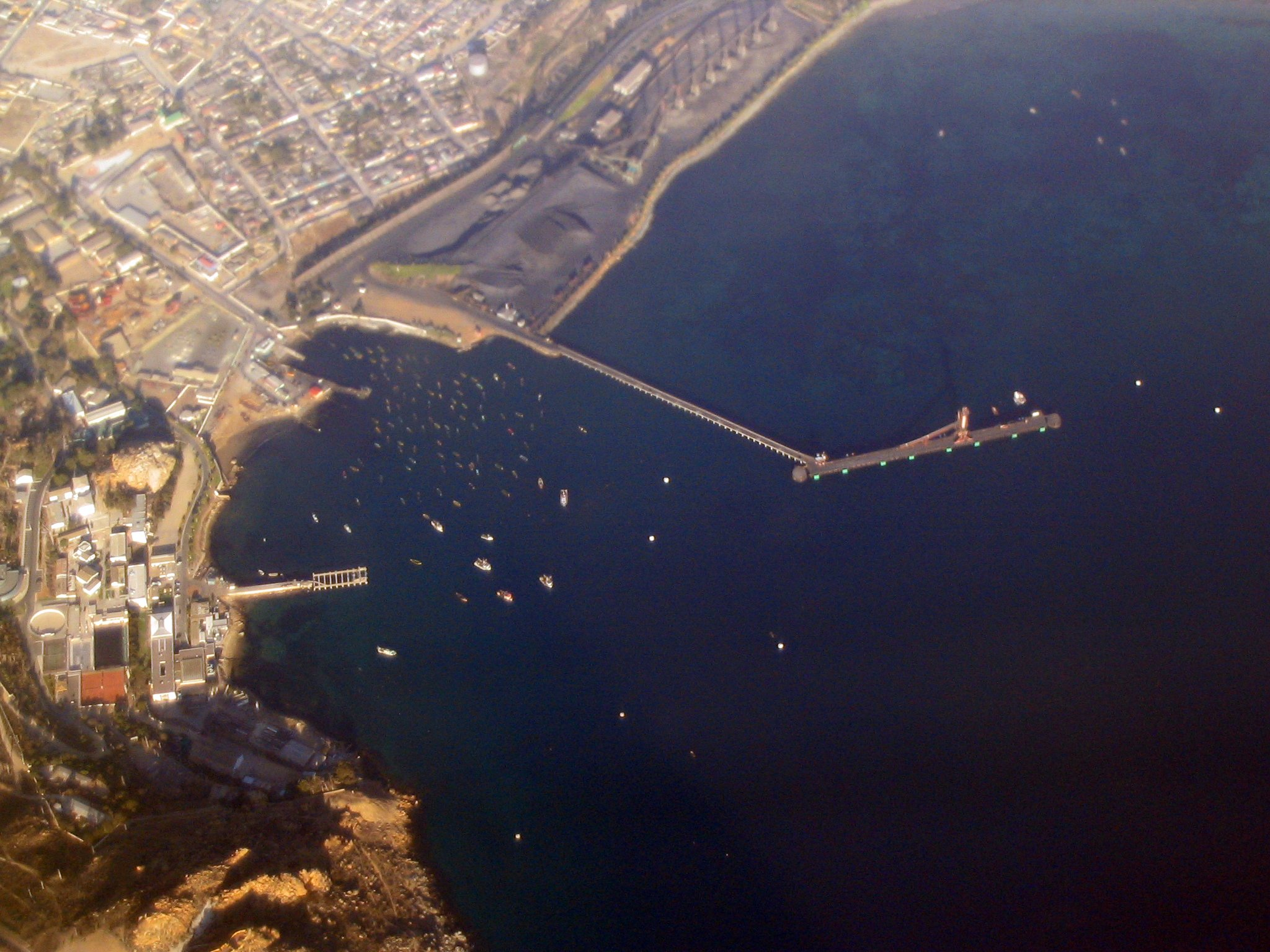
Vista aérea del puerto de Guayacán en Coquimbo.

En 2018, la cantidad de empresas registradas en Coquimbo fue de 4.538. El Índice de Complejidad Económica (ECI) en el mismo año fue de 1,97, mientras que las actividades económicas con mayor índice de Ventaja Comparativa Revelada (RCA) fueron Extracción de Zinc y Plomo (208,75), Transporte no Regular por Vía Aérea de Pasajeros (78,63) y Fabricación de Otros Muebles y Colchones (56,16).
En la pesca se favorece con 400 km de litoral que posee la región, de la cual se extraen pescados, especialmente la sardina y jurel, mariscos, crustáceos y algas marinas. En la comuna de Coquimbo se encuentran algunas de las principales empresas pesqueras de la región.
El comercio minorista se concentra principalmente en la calle Aldunate, lugar donde se ubican las principales tiendas (La Polar, Abcdin) junto con galerías comerciales y oficinas. En avenida Varela también se encuentra el centro comercial Mall Vivo de Coquimbo con las tiendas Paris, Hites, Ripley y H&M además de Cine Hoyts; a su vez se puede encontrar el Arauco Premium Outlet Coquimbo en avenida La Cantera.

## Puerto de Coquimbo
Por otra parte, el comercio marítimo posee una fuerte presencia debido a la existencia del Puerto de Coquimbo, lugar de atraque de naves mercantes y cruceros turísticos, convirtiéndose en el principal puerto exportador para los productos originarios de la Región de Coquimbo.

### Turismo

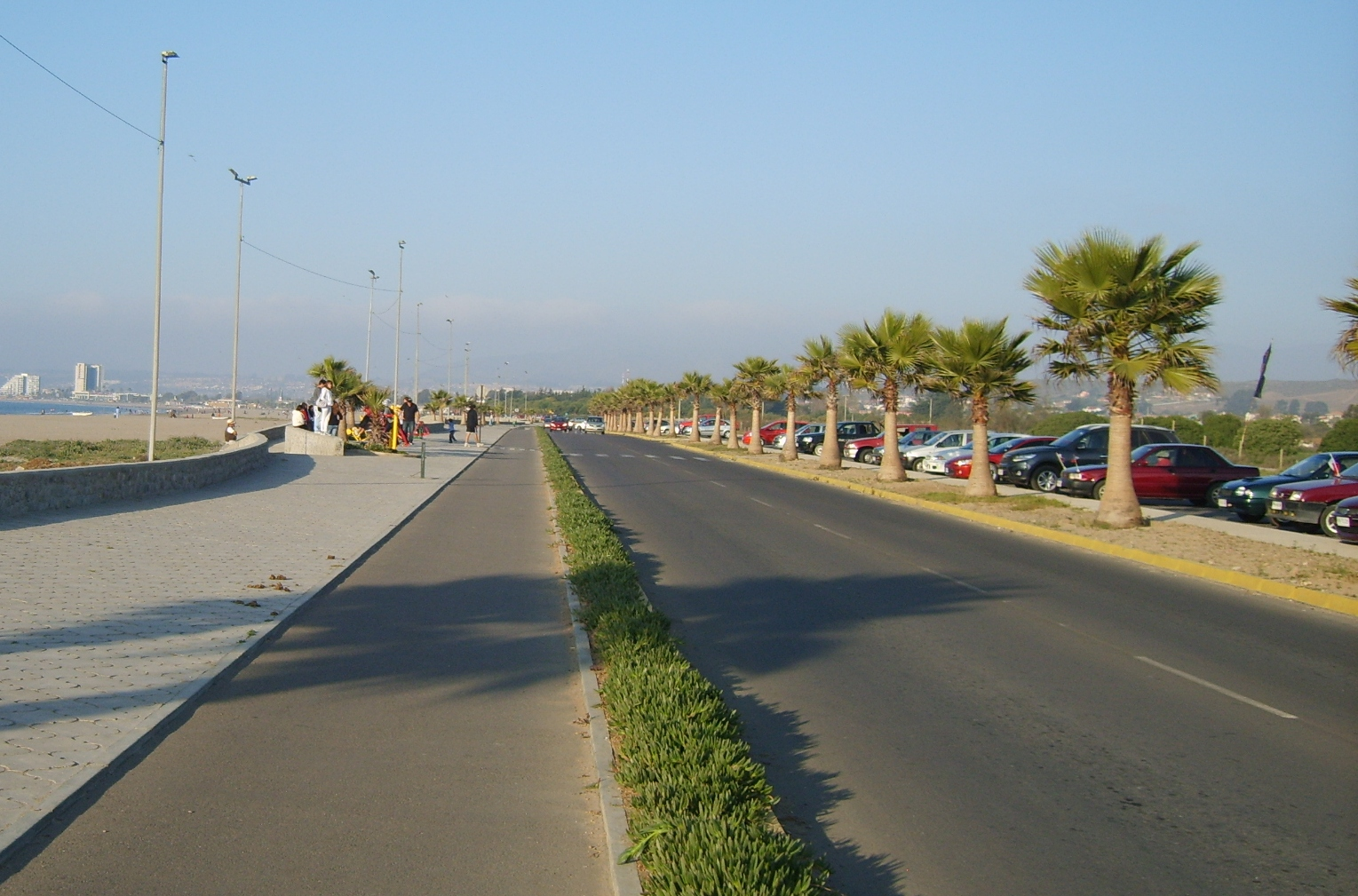
Avenida Costanera.

Una leyenda local dice que el corsario inglés Francis Drake habría dejado enterrado un importante "tesoro" en alguna parte de La Herradura.[cita requerida] Esa historia, sumada a las "visitas" de otros corsarios a la zona, durante La Colonia; ha generado la imagen turística "pirata" de la zona.
La Avenida Costanera, frente al puerto y caleta pesquera de Coquimbo, y que fue extendida recientemente, para conectarla con la Avenida del Mar de La Serena, une el sector del centro de Coquimbo con la playa de Peñuelas. Su extensión permitió recuperar para el turismo la playa Changa, la playa más tradicional de la ciudad, que los últimos años fue utilizada fundamentalmente para la cosecha de algas.

## Educación y cultura

### Escuelas, liceos y colegios

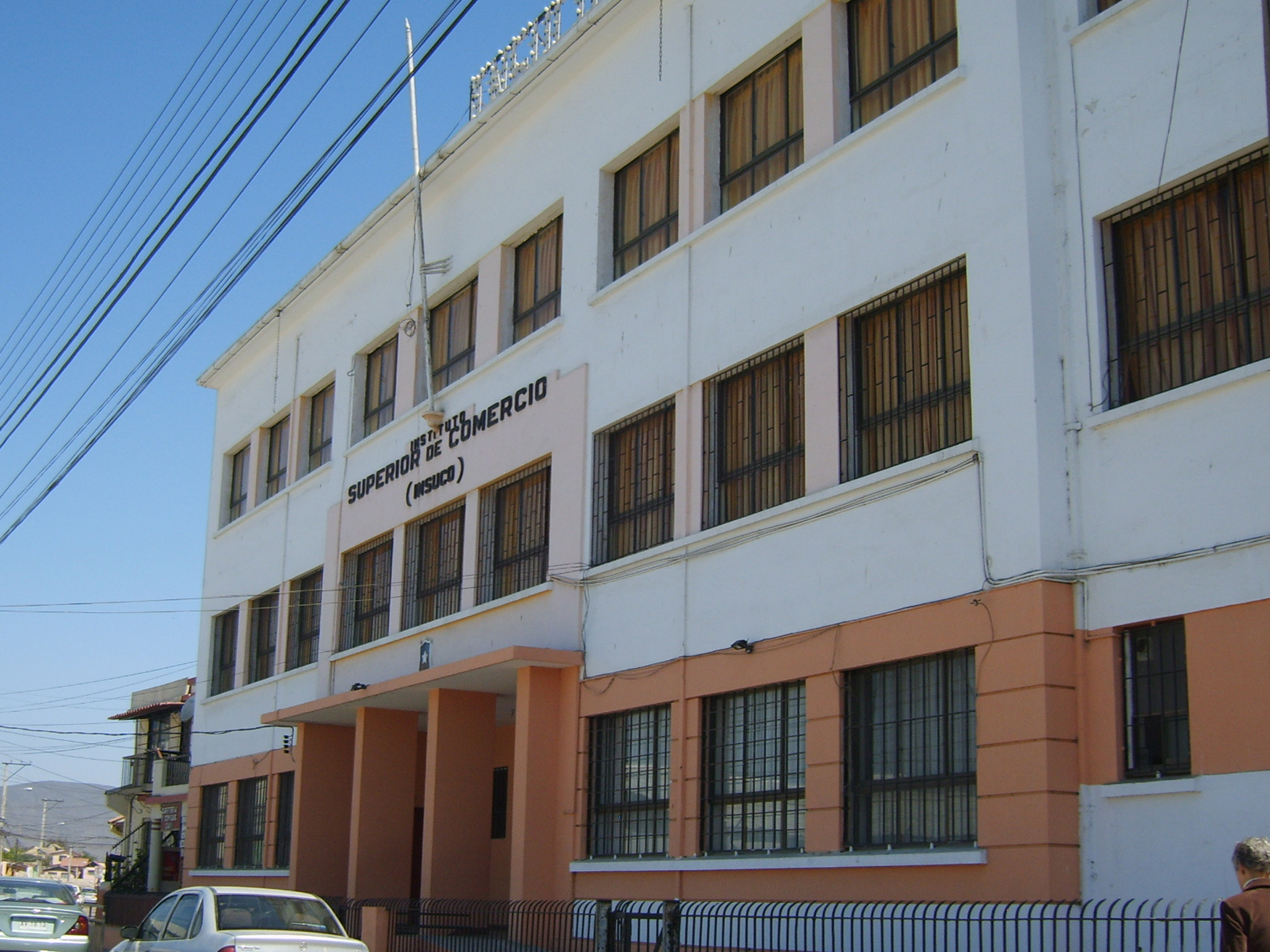
Instituto Superior de Comercio.

En la comuna de Coquimbo hay una amplia variedad de escuelas, liceos y colegios. La mayor parte de ellos se encuentra concentrado en la ciudad de Coquimbo. Existe una gran cantidad de escuelas y liceos (ambos de carácter público y gratuitos), así como de colegios (algunos de carácter particular pagado, y otros de carácter particular subvencionado por el Estado). Estos últimos se encuentran en su mayoría en los barrios de El Llano y Sindempart, dado el carácter residencial que poseen, al tener gran cantidad de niños en aquellos sectores.
Uno de los liceos más antiguos de la comuna es el Instituto Superior de Comercio de Coquimbo, fundado en 1905 y ubicado en el sector El Llano, junto con otros colegios particular subvencionados como lo son el colegio Gabriela Mistral, Los Carrera, Santa Marta, Kid's Word School, colegio Bernardo O'Higgins, entre otros. Además de colegios particulares en el sector de Sindempart como Francis School, colegio Santa María de Belén y Saint Mary.

### Educación superior
- La Universidad Católica del Norte, sede Coquimbo, tiene su campus en el borde costero del sector de Guayacán. En ella se encuentran las facultades de Ciencias del Mar, Medicina, Derecho, y además de un Centro de Estudios Religiosos, donde se imparte la carrera de Teología.
- El Centro de Formación Técnica Ceduc UCN se encuentra en Miraflores N° 475.

### Bibliotecas
En la ciudad de Coquimbo existe la biblioteca pública 354 Guillermo Francis Jones, en la Casa de la Cultura y Turismo, ubicada en la Avenida Costanera, cercana al Puerto de Coquimbo. En ella se encuentra una gran cantidad de libros de diversa índole, y además posee una hemeroteca que conserva archivos de periódicos que se han editado en Coquimbo, como El Longitudinal, El Progreso, El Regional, La Región, además del diario El Día, editado en la ciudad vecina de La Serena.

### Festival Internacional de Cine Documental FEDOC
Nació el año 2012 como una forma de fomentar el desarrollo audiovisual y el turismo en la región. Patrocinado por la Casa de Las Artes, la Ilustre Municipalidad de Coquimbo y la Cineteca Nacional del centro cultural Palacio de La Moneda y siendo su director Gonzalo Solís Celis, en su primera versión considera una retrospectiva audiovisual al grupo peruano Chaski, así como un homenaje a este país, además de muestras itinerantes y talleres gratuitos. Parte del legado de esta versión es representado por sus Embajadoras Culturales: la actriz chilena Liliana Ross, y quien es Jefe del área técnica de la Cineteca Nacional, la montajista y restauradora Carmen Brito.[cita requerida]

### Festival de Música Indieproject
Indieproject nació el 2013 como el primer festival de música alternativa de Coquimbo que tiene como concepto crear nuevos espacios para bandas regionales, permitiendo desarrollar interacción entre músicos locales y nacionales. Este Festival es el único que se desarrolla con un formato de concurso de bandas, donde el premio al primer lugar es la grabación de un ep con 5 temas en un estudio de grabación profesional local, difusión de la banda (sesión fotográfica) y la grabación de un videoclip. Trabajando a su vez de este modo en la generación de profesionales que posean una gran calidad en sus trabajos a la hora de difundirlo.[cita requerida]
En su primera versión los ganadores fueron Animales de Lumiere quienes a través de su videoclip "Hojas" se dieron a conocer en Santiago y Valdivia. José Luis Carrasco San Juan, director del Festival, comenta que la necesidad tanto de espacios como de oportunidades para las bandas se satisface de alguna manera con el Festival, pues durante el año se trabajan con fiestas Indie en varios bares locales dándole movilidad a las bandas participantes.[cita requerida]

## Transporte

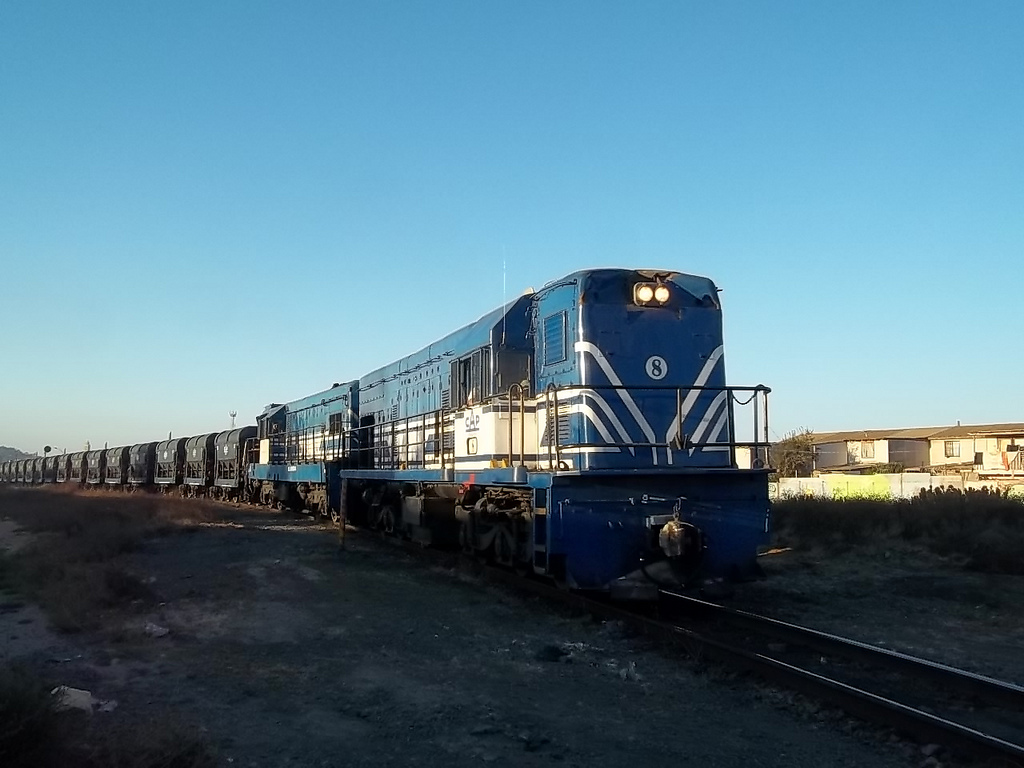
Tren de la CMP en dirección al puerto de Guayacán.

### Transporte urbano
Dentro de la comuna de Coquimbo existen tres asociaciones gremiales que operan diversas líneas de transporte mayor, compuesto por microbuses (comúnmente llamados micros): Lisanco (acrónimo de "Línea San Juan-Coquimbo"), Lincosur (acrónimo de "Línea Intercomunal Sur") y Liserco (acrónimo de "Línea La Serena-Coquimbo"); estas mismas asociaciones operan líneas de transporte interurbano entre La Serena y Coquimbo. En conjunto poseen un significativo número de microbuses que cubren una malla de recorridos que abarca buena parte del sector urbano y semirrural de la ciudad de Coquimbo. Se espera que en 2024 inicien sus servicios los dos recorridos de buses eléctricos que formarán parte de Red Coquimbo-La Serena de Movilidad.
Asimismo, existen varias líneas de transporte menor, formadas por taxis colectivos, que realizan recorridos desde el centro de la ciudad a los sectores de Las Torres, Sindempart, La Cantera, La Herradura, Guayacán, Tierras Blancas, Olivar Bajo y San Juan, y viceversa.

#### Recorridos de Liserco
| Sentido | La Serena-Coquimbo Directo | La Serena-Coquimbo Llano | Coquimbo Tierras Blancas | La Serena-San Juan | Coquimbo-Sindempart |
| ------- | -------------------------- | ------------------------ | ------------------------ | ------------------ | ------------------- |
| Ida     |                            |                          |                          |                    |                     |
| Vuelta  |                            |                          |                          |                    |                     |

### Transporte interurbano

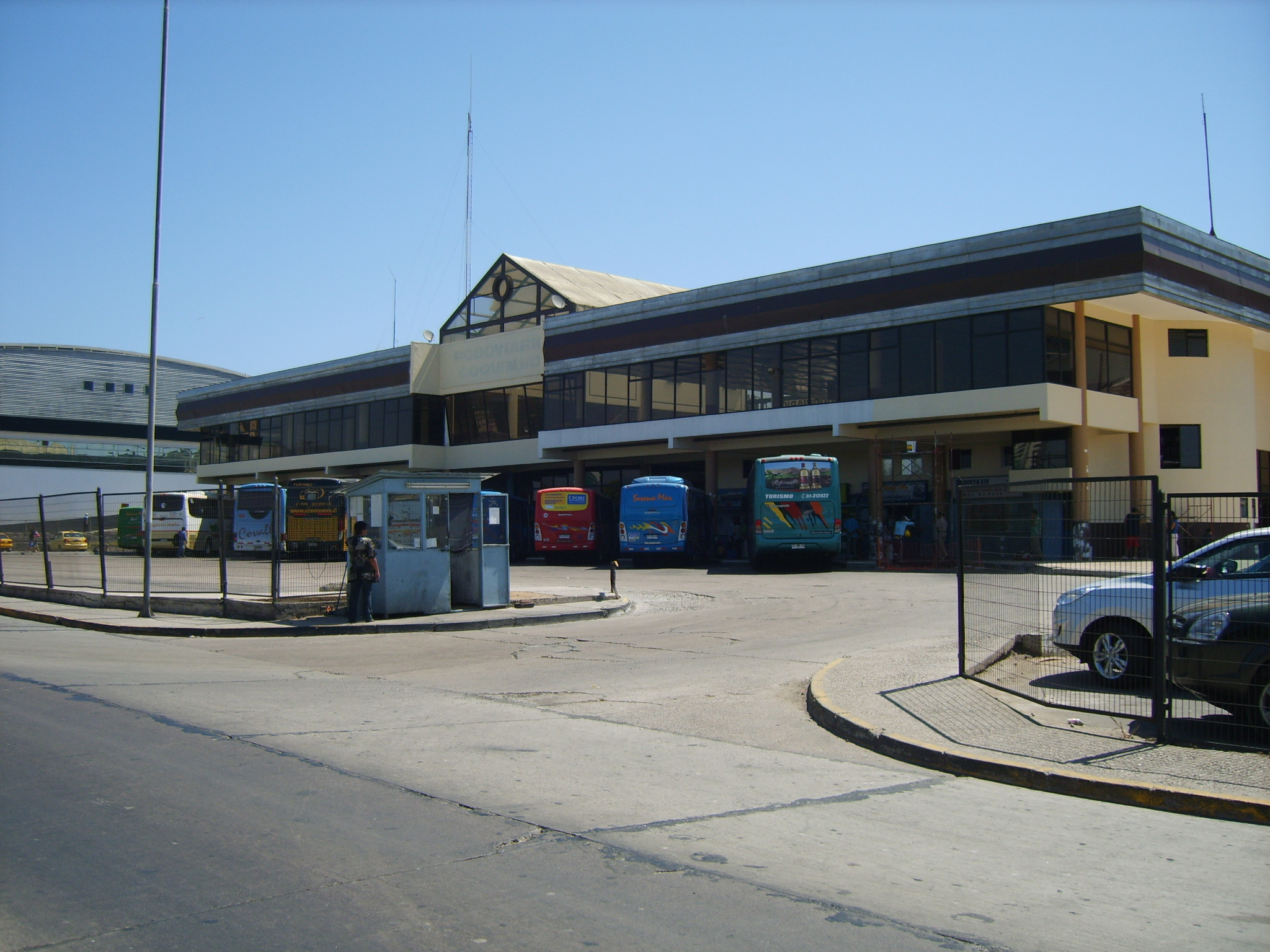
Terminal de buses de Coquimbo.

En Coquimbo atraviesan dos rutas de importancia: la ruta 43 (que une La Serena y Ovalle) que dentro de la comuna se inicia en el sector de Tierras Blancas y termina en el sector de Las Cardas (límite sur de la provincia de Elqui); y la ruta 5 Norte, la cual recorre de norte a sur la comuna, desde el límite con La Serena, en el sector de Peñuelas hasta el límite con la comuna de Ovalle por el sur, continuando luego su trayecto hacia Santiago (véase Ruta 5 Panamericana La Serena-Coquimbo y Autopista del Elqui).
Existe un terminal de buses —inaugurado en 1994— que sirve de parada para varias líneas de servicios interurbanos que se dirigen hacia Santiago, Valparaíso y al norte del país.

### Transporte aéreo
Dentro de la comuna de Coquimbo existen dos pistas de aterrizaje de importancia mediana: la pista de aterrizaje del resort Las Tacas, y la pista de aterrizaje de Tongoy. Estas pistas no cubren vuelos comerciales, recibiendo solo vuelos de avionetas particulares y helicópteros. Sin embargo, está en proyecto la construcción de un aeropuerto en Tongoy.

### Transporte marítimo

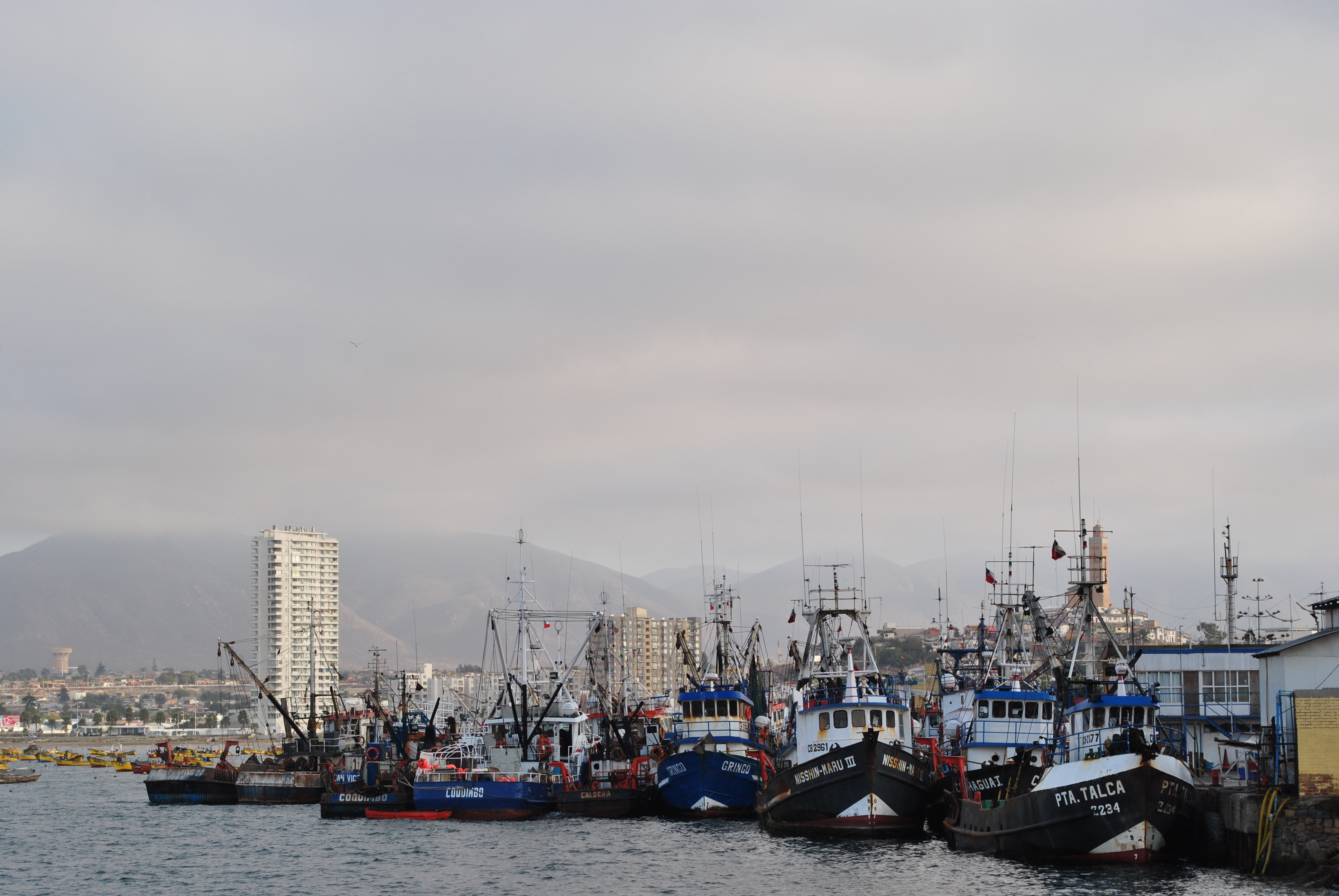
Puerto de Coquimbo en 2015.

Desde antes de la consolidación urbana del puerto de Coquimbo a mediados del siglo XIX, la zona ya poseía un puerto natural que era utilizado como zona de desembarque y de comercio para los poblados circundantes a la zona. No fue sino hasta 1844 cuando el gobernador Juan Melgarejo encargó los planos del puerto al arquitecto francés Juan Herbage.
En el año 2012, el Puerto de Coquimbo fue concesionado a la empresa Terminal Puerto Coquimbo S.A. (ligada al Grupo Ultramar). quien ha comprometido inversiones por más de 90 millones de USD para la modernización del Puerto

### Transporte ferroviario
Posterior a la construcción del puerto, en 1862 finaliza la construcción del ferrocarril La Serena-Ovalle, uniendo a la localidad a través de la estación Coquimbo y al puerto con la red norte del país. La conexión de las vías hacia el norte y hacia el sur de Coquimbo se realizaba en la estación Empalme. También circula por la comuna el Ferrocarril de Romeral, que transporta hierro desde la Mina El Romeral hasta el muelle mecanizado de Guayacán.

## Medios de comunicación

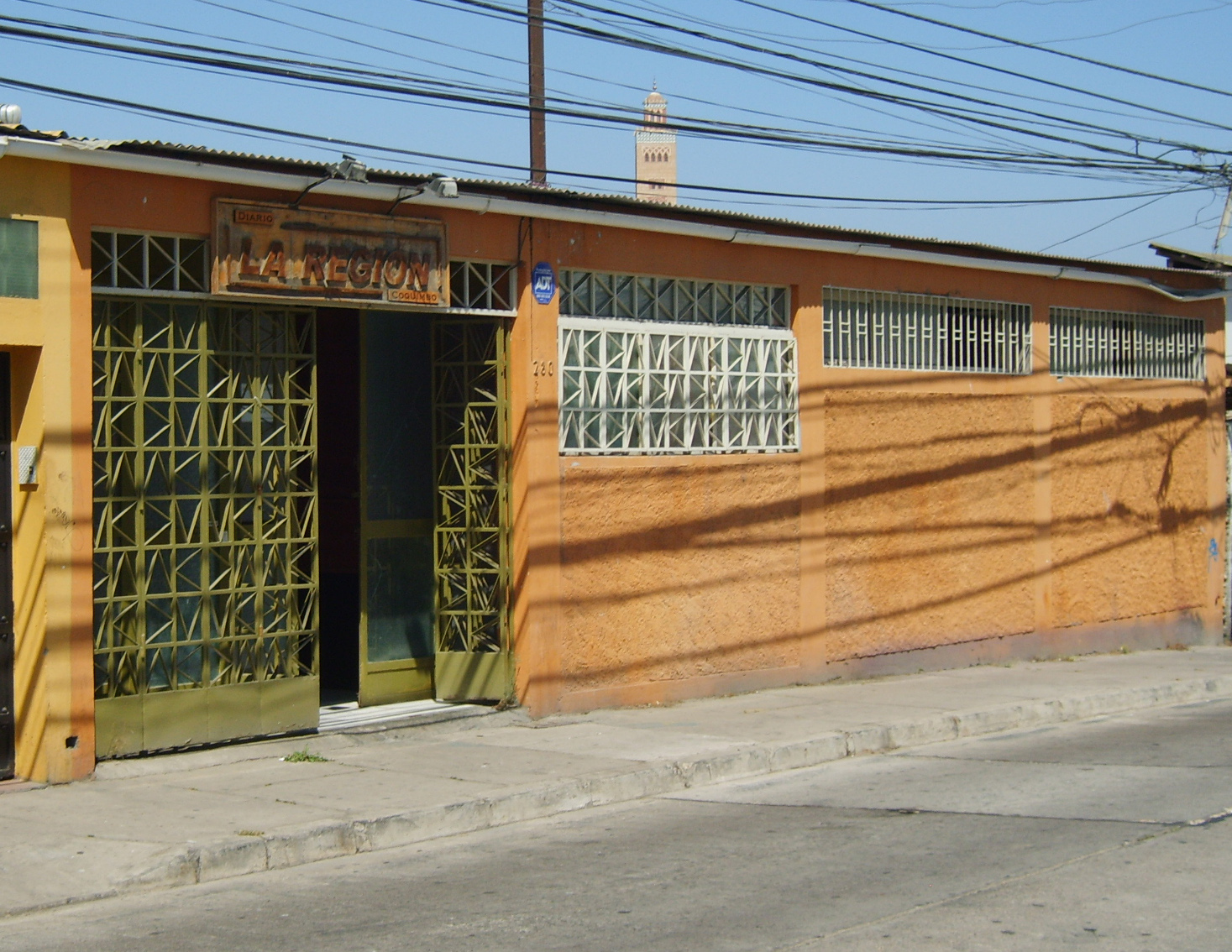
Sede del diario La Región.

También, en Coquimbo se edita el diario La Región, de cobertura regional, propiedad de los dueños de Semanario Tiempo, periódico semanal editado en la ciudad vecina de La Serena.
Radio Riquelme de Coquimbo (CA 135 AM) es la única radio que funciona desde el puerto para toda la Región de Coquimbo. Con casi 80 de vida es una de las radios más antiguas de Chile.

### Radioemisoras

#### FM
- 88.3 MHz - Radio Armonía
- 88.9 MHz - Play FM
- 89.5 MHz - ADN Radio Chile
- 90.1 MHz - Radio Concierto
- 90.5 MHz - Radio Bío-Bío
- 91.1 MHz - Radio Corporación
- 91.7 MHz - Corazón FM
- 92.3 MHz - Radio Futuro
- 92.9 MHz - Radio Universo
- 93.5 MHz - Madero FM
- 94.5 MHz - Radio Universidad de la Serena
- 95.1 MHz - Radio Margarita
- 95.7 MHz - El Faro FM
- 96.3 MHz - Radio Rock & Pop
- 96.7 MHz - Radio San Bartolomé
- 97.1 MHz - Romántica FM
- 97.7 MHz - Digital FM
- 98.1 MHz - Radio Océano
- 98.5 MHz - Mi Radio
- 98.9 MHz - Radio Guayacán
- 99.3 MHz - Radio América
- 99.9 MHz - Radio Pudahuel
- 100.3 MHz - Radio Agricultura
- 100.9 MHz - Radioactiva
- 101.5 MHz - El Conquistador FM
- 102.1 MHz - FM Okey
- 102.7 MHz - Radio Montecarlo
- 103.3 MHz - Radio Infinita
- 103.7 MHz - Radio María Chile
- 104.1 MHz - Radio Carolina
- 104.5 MHz - Radio Carnaval
- 104.9 MHz - FM Plus
- 105.3 MHz - FM Dos
- 105.7 MHz - Los 40
- 106.3 MHz - Radio Beethoven
- 106.7 MHz - Radio Cooperativa
- 107.1 MHz - Presencia del Altísimo
- 107.3 MHz - Nuevo Tiempo
- 107.5 MHz - Radio Compañía
- 107.7 MHz - Crecer FM
- 107.9 MHz - Radio Pinamar FM

#### AM
- 820 kHz - Radio La Serena
- 1350 kHz - Radio Riquelme

### Televisión

#### TDT
- 2.1 - Chilevisión HD
- 2.2 - UChile TV
- 4.1 - TVN HD
- 4.2 - NTV
- 5.1 - Telecanal HD
- 5.2 - Telecanal 2
- 7.1 - La Red HD
- 7.2 - La Red 2
- 9.1 - TV+ HD
- 9.2 - TV MÁS 2
- 9.3 - UCV TV
- 11.1 - Mega HD
- 11.2 - Mega 2
- 13.1 - Canal 13 HD
- 13.2 - T13 En Vivo
- 16.1 - Nativa TV HD
- 16.2 - La Popular TV
- 16.3 - Radio La Serena Televisión
- 45.1 - Thema Televisión
- 45.2 - Carnaval TV
- 49.1 - América Televisión (señal 1 en conexión con Bio Bío TV Chile)
- 49.2 - Radio América
- 49.3 - América Televisión (señal 2 en conexión con CNTV Infantil)

#### Cable
- 7 - Vive Elqui (VTR)
- 40 - Thema Televisión (Claro)
- 66 - Thema Televisión (Gtd/Telsur)
- 801 - Mi Radio (Mundo)

#### IPTV
- 165 - Mi Radio (Zapping)

## Deportes

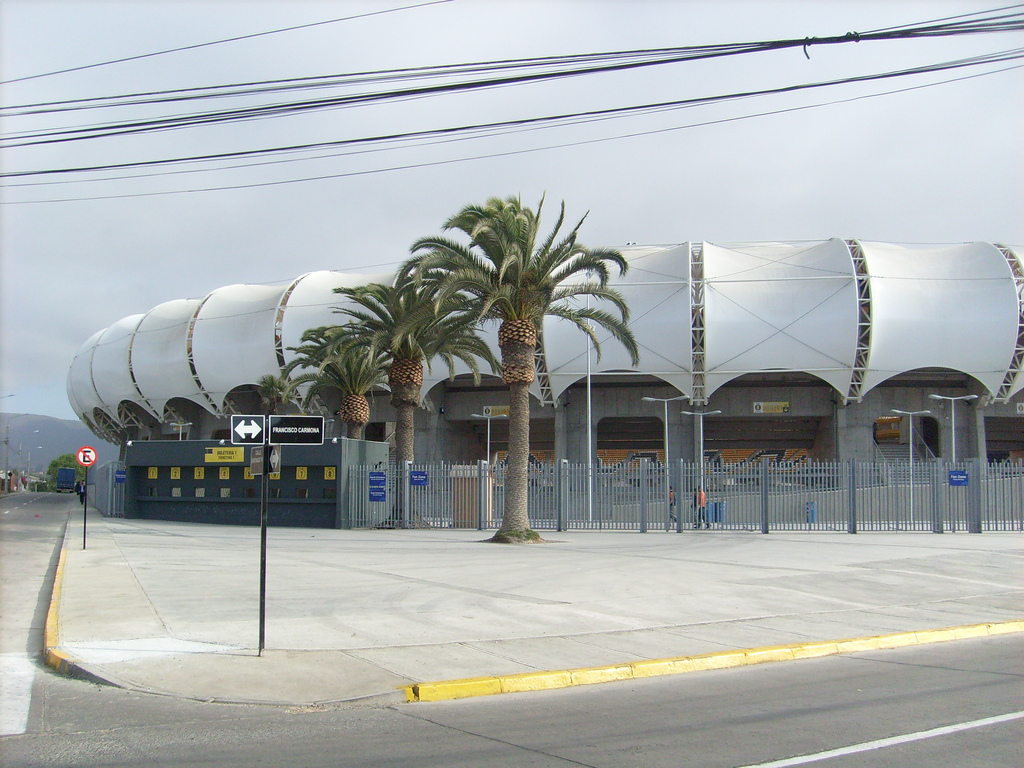
Estadio Francisco Sánchez Rumoroso.

El principal recinto deportivo es el Estadio Francisco Sánchez Rumoroso, inaugurado en 1970. Dicho estadio es utilizado por el Club de Deportes Coquimbo Unido, el equipo de fútbol de esta ciudad.
El estadio fue remodelado en 2008 para la Copa Mundial Femenina de Fútbol Sub-20, que se realizó en Chile, y de la cual Coquimbo fue una de las cuatro sedes. Durante el tiempo que duró la reconstrucción, Coquimbo Unido jugó sus partidos de local en el Estadio La Pampilla, localizado en el recinto del mismo nombre.
Existen también otros gimnasios y estadios techados como el gimnasio techado municipal, ubicado en la avenida Videla entre el estadio Francisco Sánchez Rumoroso y el Hospital San Pablo. Alberga competencias deportivas y eventos masivos.
También está el Club de Tenis de Coquimbo, ubicado en la calle Pedro de Valdivia, el cual es un recinto destinado a la práctica de dicho deporte.
Dentro de la comuna[cita requerida] y cerca del límite con La Serena se encuentra el Autódromo Juvenal Jeraldo, el cual alberga competencias de automovilismo deportivo amateur y profesional.
La comuna también es sede regular del competencia automovilística Rally Mobil, que se disputa cada año.
Por otro lado, el surf es un deporte que aumenta cada año más en la región, debido a tener un paraíso de olas derechas e izquierdas en la playa Totoralillo. Esta playa tiene olas para surfistas avanzados como para principiantes y cuenta con la Escuela de Surf Totoralillo.

## Sitios de interés

### Casino de Juegos

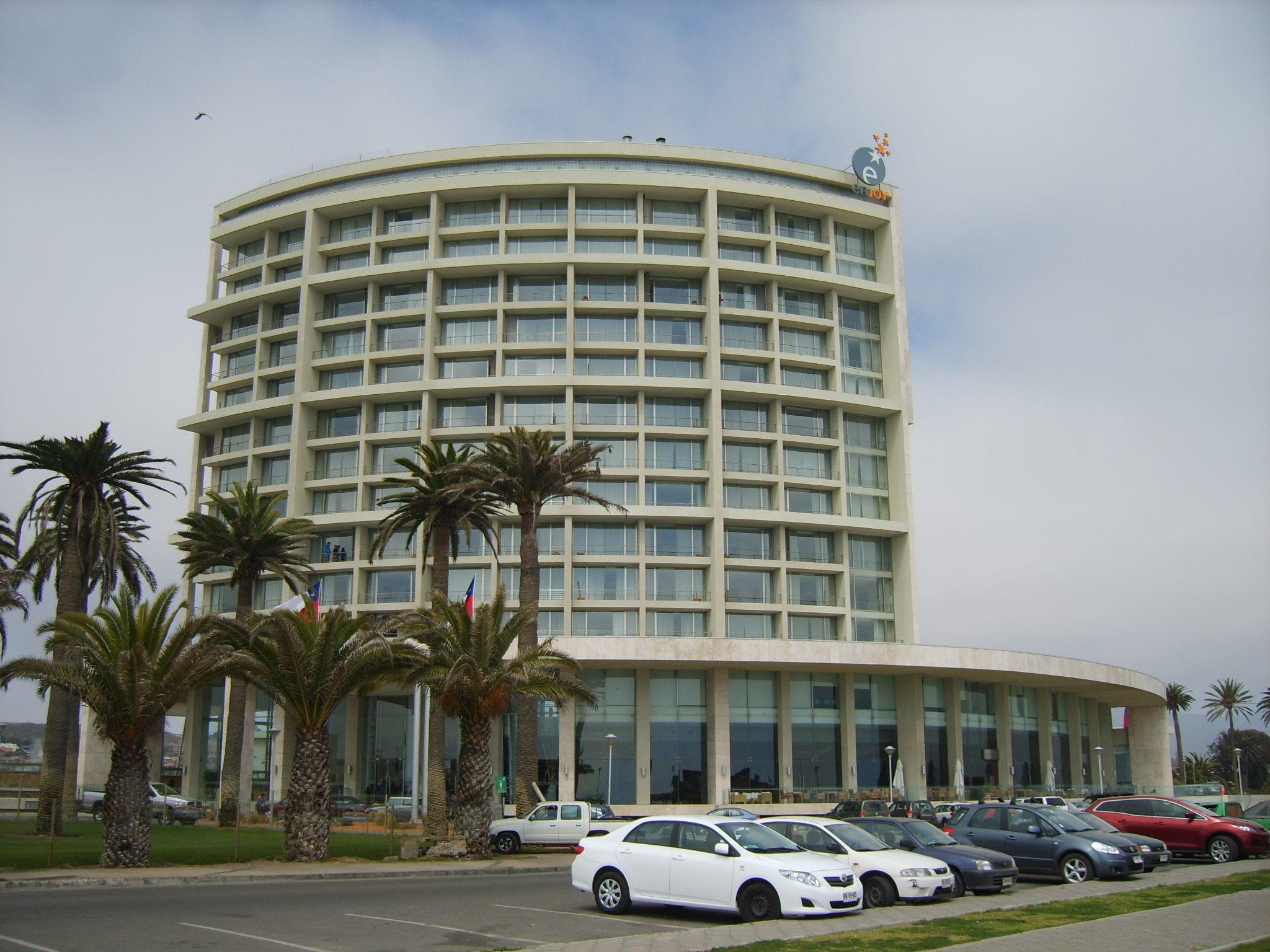
Casino Enjoy Coquimbo.

Existe el Casino Enjoy Coquimbo en el sector de Peñuelas, en plena Avenida del Mar. Luego de la demolición del antiguo recinto y la construcción de un moderno edificio en 2007, actualmente posee cuatro restaurantes, un hotel 5 estrellas con 111 habitaciones y un spa.
En 2010 los terrenos del Casino Enjoy Coquimbo albergaron los encuentros de Chile ante Israel y República Checa por la primera ronda y los cuartos de final respectivamente en la Copa Davis 2010 .

### La Pampilla
Corresponde a la celebración más multitudinaria de las Fiestas Patrias. "La Pampilla" es un sector ubicado en el sur de la ciudad de Coquimbo, en el que desde el inicio de las celebraciones de Fiestas Patrias hasta el día 20 de septiembre se instalan más de 100 000 personas, incluso con carpas, para disfrutar de las fondas instaladas, de los shows y de los fuegos artificiales.
La Pampilla de Coquimbo tiene orígenes inciertos, pero existen antecedentes que a fines del siglo XIX se realizaban carreras de caballos a la chilena en el lugar para los días 19 y 20 de septiembre. Según archivos fotográficos la concurrencia de personas en época de fiestas patrias en este lugar se hizo más frecuente en las primeras décadas del siglo XX para consolidarse como una fiesta popular a mediados de ese siglo.

### Cruz del Tercer Milenio

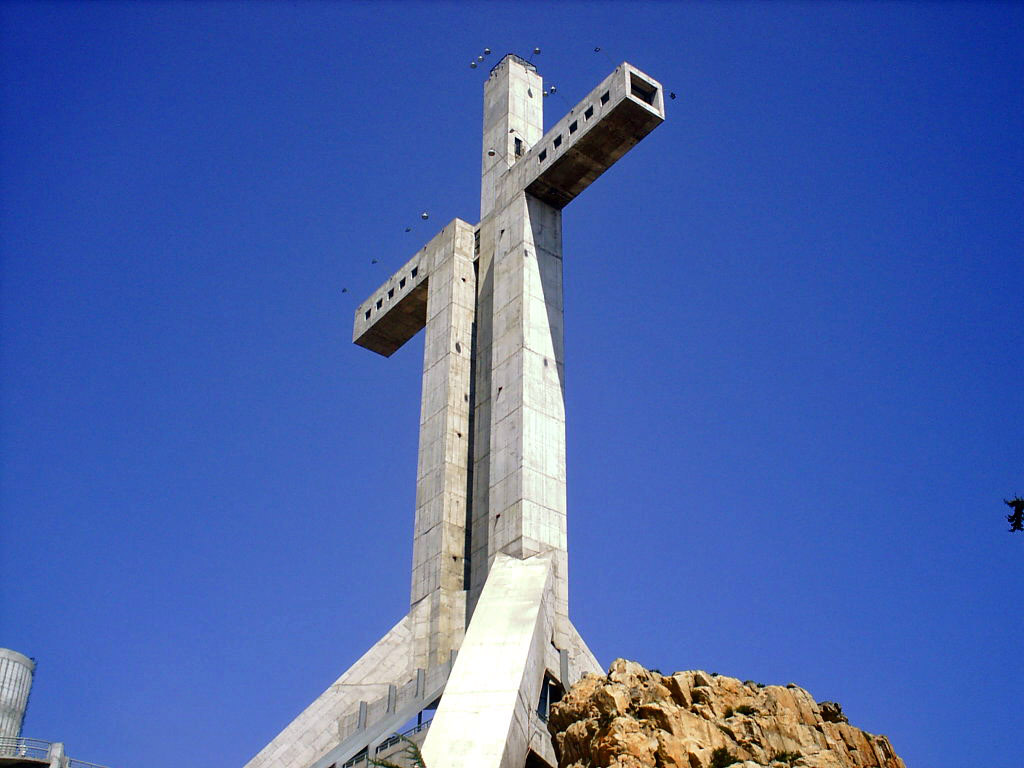
Cruz del Tercer Milenio.

La Cruz del Tercer Milenio es un monumento ubicado en el cerro El Vigía de Coquimbo. Fue construida con el motivo del Jubileo de 2000 de la Iglesia católica. Su construcción fue iniciada en 1999 y terminada en 2001, aunque la obra gruesa fue inaugurada por el presidente Ricardo Lagos el 5 de mayo de 2000.
La obra consta de tres niveles, posee 93 metros de altura y se encuentra a 197 metros sobre el nivel del mar. Se le considera el monumento más alto de Sudamérica.
En su primer nivel posee una capilla y un museo, mientras que en el segundo nivel existe una plaza dedicada la oración. El tercer nivel se compone de un mirador, mientras que el cuarto nivel son los miradores ubicados en los brazos de la cruz, y que poseen una colección de bustos de los cardenales chilenos y papas desde Juan Pablo II.

### Mezquita de Coquimbo

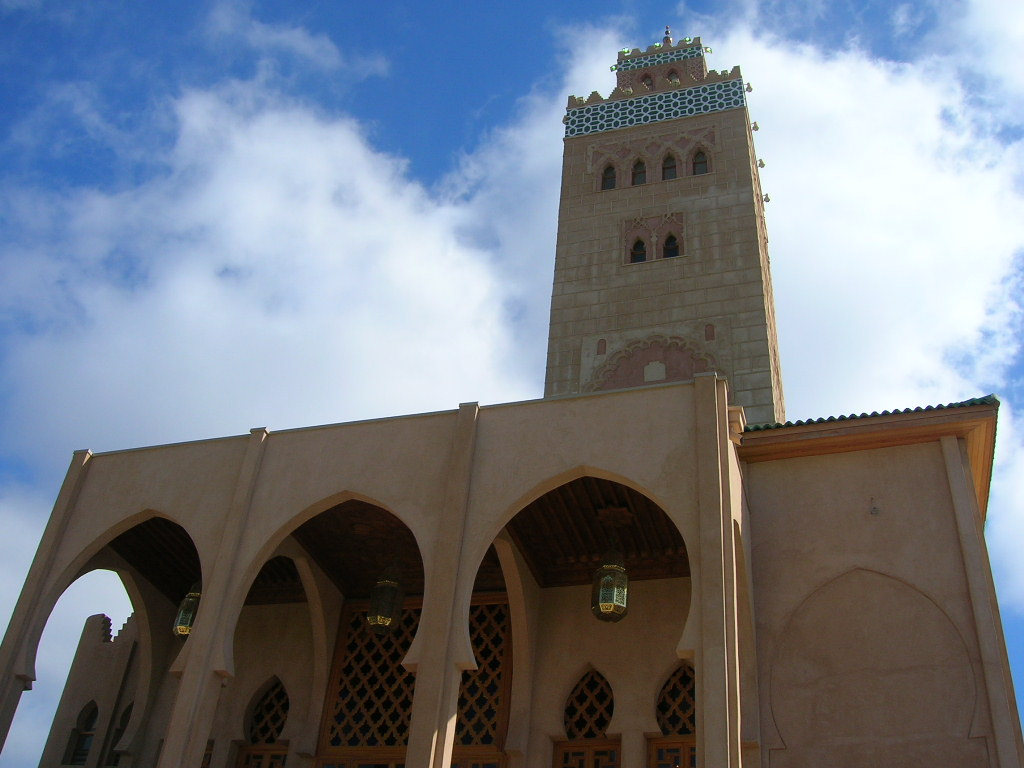
Mezquita de Coquimbo.

El centro cultural Islámico Mohammed VI, más conocido como la Mezquita, es una mezquita situada en el cerro Dominante de Coquimbo. Su construcción se inició en 2003 y fue inaugurada el 14 de marzo de 2007. Para su concreción se utilizaron materiales propios de las construcciones árabes, así como también participaron artesanos árabes para instalar parte de las estructuras y decoraciones.
Es una réplica a escala de la Mezquita Kutubia de Marrakech (Marruecos) y posee 720 metros cuadrados y un alminar o minarete de 40 metros de altura. Posee también una biblioteca con textos en español, árabe y otros idiomas, además de un museo. Su acceso principal es mediante una pasarela de madera que asciende por el cerro Dominante.

### Guayacán y La Herradura

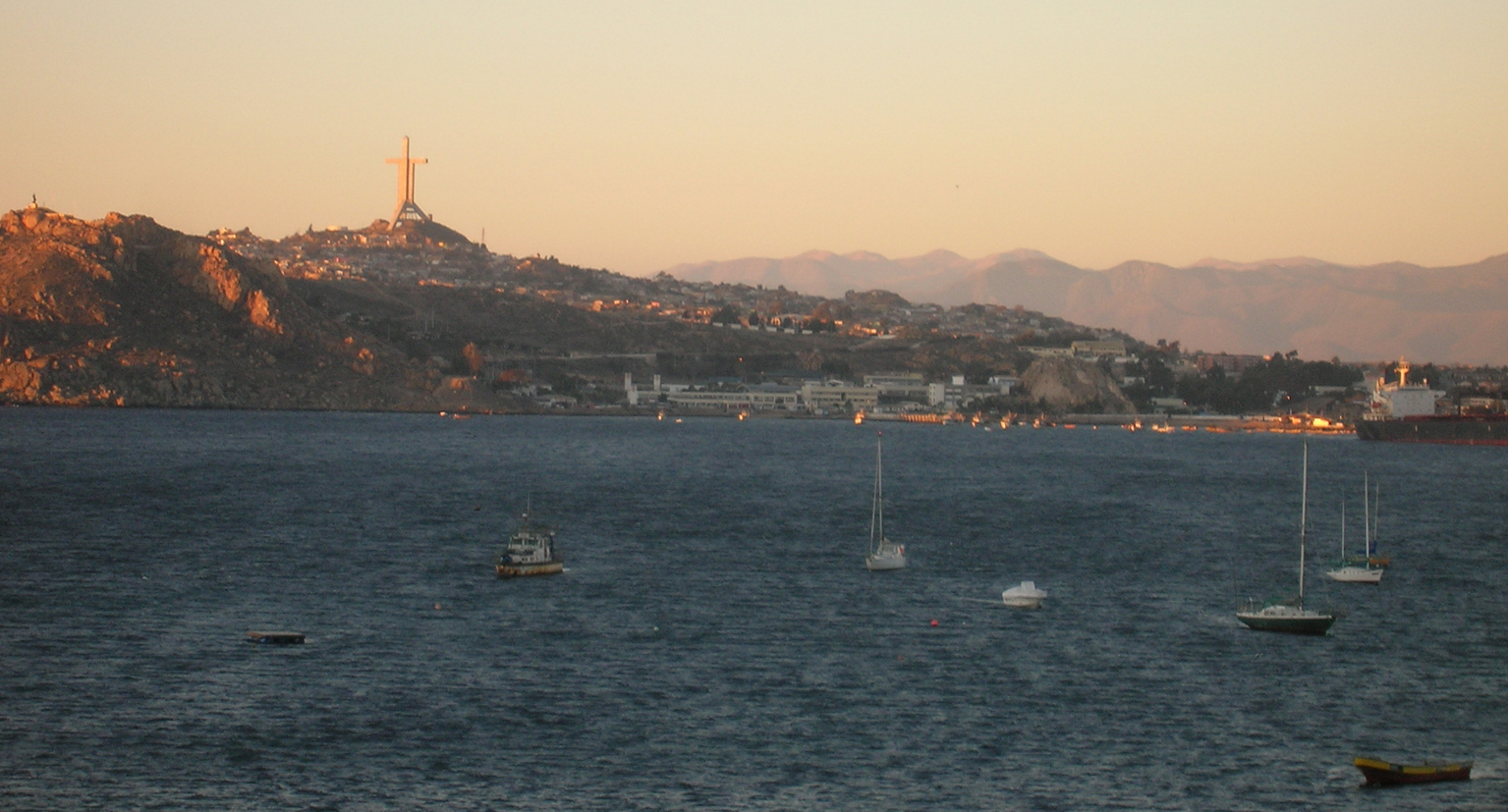
La Herradura, vista hacia el sector Guayacán.

La Herradura es un balneario consolidado, tanto para habitantes permanentes como para temporada. Las playas de la rada de La Herradura son casi a las equivalentes de una laguna, por el carácter tranquilo de sus aguas, entre Guayacán, por el extremo norte, y el Mirador, en el extremo sur.
Antiguamente, el extremo poniente no era más que un cerro que terminaba en un acantilado, que tenía un solo camino de tierra, en mal estado, que terminaba, pasando sobre la llamada "Cueva del Loro" en un polvorín abandonado. En el mismo lugar hoy se encuentra todo tipo de equipamiento turístico. El acantilado es ahora una seguidilla de pequeñas playas y embarcaderos.

### Fuerte Lambert

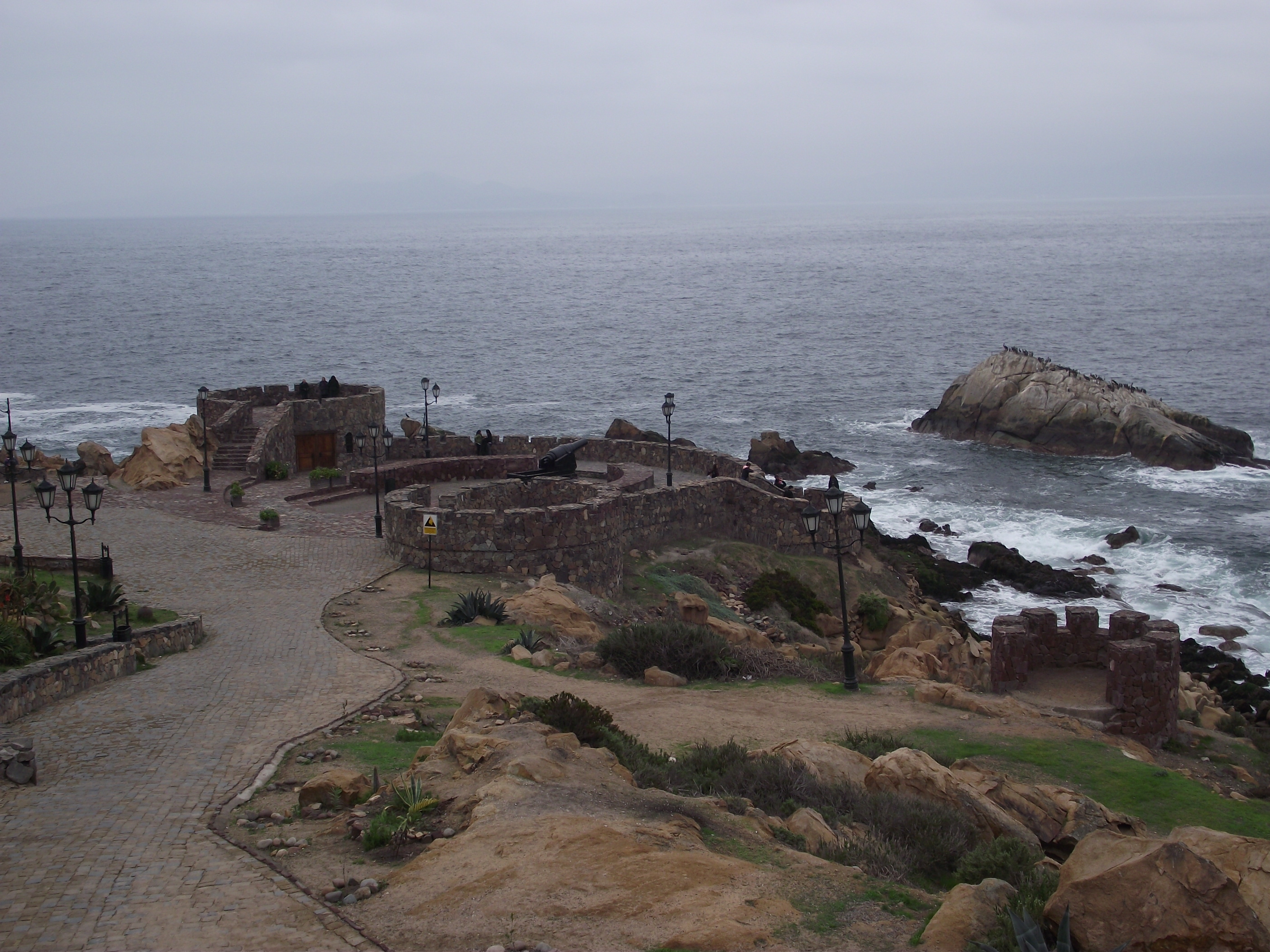
Fuerte Lambert.

El Fuerte Lambert es una verdadera reliquia del puerto de Coquimbo. Este lugar fue construido en 1865, durante la Guerra con España, en el sector denominado Punta de Pelícanos.
Visitar este lugar es remontarse a siglos pasados, es conocer directamente un trozo de la historia de Chile. Erróneamente se le asocia como lugar de defensa contra los piratas, sin embargo recién en el siglo XIX el lugar se convirtió en una fortificación.

### Playas de Coquimbo
El borde costero de Coquimbo se ve privilegiado por sus extensas playas y bahías de arenas suaves. Sus balnearios La Herradura, Totoralillo, Las Tacas, Morrillos, Playa Blanca, Puerto Velero, Guanaqueros y Tongoy, entre los más importantes, invitan a gozar del sol, las arenas blancas y las cristalinas aguas templadas, acompañados de servicios de primer nivel.

## Ciudades hermanadas
Coquimbo ha firmado protocolos de hermandad con ciudades del mundo, entre las que se cuenta:
- San Juan, Argentina (2004)
- Guadalupe, México (8 de julio y 7 de septiembre de 1993)
- Tudela, España (Hermanamiento digital con dicha ciudad existente desde 2006).[47]